# Homalomena corneri
Homalomena corneri är en kallaväxtart som beskrevs av Caetano Xavier Furtado. Homalomena corneri ingår i släktet Homalomena och familjen kallaväxter. Inga underarter finns listade.